# Шосткинська міська територіальна громада
Шосткинська міська територіальна громада — територіальна громада в Україні, в Шосткинському районі Сумської області. Адміністративний центр — місто Шостка.

## Загальна інформація
У 2020 році площа території громади становила 1 255,8 км², кількість населення — 92 252 особи
Площа громади — 109,9 км², населення — 77 001 мешканець (2018).

## Населені пункти
До складу громади входять місто Шостка, селище Вороніж і 36 сіл: Бензики, Богданівка, Богданка, Великий Ліс, Вовна, Гамаліївка, Глазове, Гудівщина, Гукове, Дібрівка, Заболотне, Івот, Каліївка, Київське, Клишки, Ковтунове, Крупець, Курдюмівка, Лісне, Лушники, Макове, Масиків, Миронівка, Ображіївка, Остроушки, Пирогівка, Погребки, Свірж, Собич, Собичеве, Солотвине, Тиманівка, Холодівщина, Чапліївка, Чорні Лози та Шкирманівка.

## Історія
Утворена 28 серпня 2018 року шляхом приєднання Ображіївської сільської ради Шосткинського району до Шосткинської міської ради обласного значення. 14 серпня 2019 року добровільно приєдналася Коротченківська сільська рада Шосткинського району до Шосткинської міської ради обласного значення.